# Ribeirão Branco (kommun)
Ribeirão Branco är en kommun i Brasilien.   Den ligger i delstaten São Paulo, i den södra delen av landet, 900 km söder om huvudstaden Brasília. Antalet invånare är 18 272.
Följande samhällen finns i Ribeirão Branco:
- Ribeirão Branco

I omgivningarna runt Ribeirão Branco växer i huvudsak städsegrön lövskog. Runt Ribeirão Branco är det ganska glesbefolkat, med 26 invånare per kvadratkilometer.